# Joy Kogawa
Joy Kogawa (* 6. Juni 1935 in Vancouver) ist eine kanadische Schriftstellerin. Bekannt wurde sie durch ihren Roman Obasan (1981), eine Darstellung der Ausgrenzung und Deportation der japanischstämmigen Kanadier (Nisei) im Zweiten Weltkrieg.

## Leben und Schaffen
Sie wurde 1935 als Joy Nozomin Nakayama in Vancouver geboren und wuchs dort bis 1942 auf. Ihre Eltern waren japanischer Herkunft; ihr Vater Goichi Gordon Nakayama arbeitete seit 1932 als anglikanischer Priester. Nach Ausbruch des Zweiten Weltkriegs, als die japanischstämmigen Kanadier an den Küsten als potentielle Gefahr galten, wurde sie mit ihrer Familie in ein Internierungslager in Slocan (British Columbia) verbracht. Nach dem Krieg wurden ihre Familie in Coaldale in der Prärieprovinz Alberta interniert. Dort beendete sie ihre Schulausbildung. 1957 heiratete sie David Kogawa. Sie studierte an der University of Saskatchewan, am Anglican Women’s Training College und am Toronto Conservatory of Music sowie Pädagogik an der University of Alberta.
1967 debütierte Kogawa mit dem Gedichtband The Splintered Moon, in dem sie sich mit ihrer gescheiterten Ehe auseinandersetzt. 1968 wurde sie von David Kogawa geschieden. Von 1974 bis 1976 arbeitete sie für das Büro des Premierministers. 1978 war sie Writer-in-Residence an der University of Ottawa.
In ihrem ersten Roman Obasan (1981) beschreibt sie die Erniedrigung und das Leid der japanischstämmigen Kanadier während des Zweiten Weltkriegs aus der Perspektive einer Frau namens Naomi Nakane, die sich an ihre Kindheitserlebnisse erinnert. Darin verarbeitet Kogawa zahlreiche Tagebucheinträge, Briefe, Regierungsdokumente und Zeitungstexte aus dem Nachlass der japanisch-kanadischen Journalistin Muriel Kitagawa (1912–1974).:21 Der Roman wurde u. a. mit dem Books in Canada First Novel Award (1982) ausgezeichnet. Aufgrund der historischen Parallelen gehört Obasan auch in den USA zur Standardlektüre vieler Kurse der Asian-American Studies, die sich mit der Internierung japanischstämmiger Amerikaner beschäftigen.:16 1986 verarbeitete Kogawa die Geschichte in das Bilderbuch Naomi's Road.
Neben ihrer schriftstellerischen Aufklärungsarbeit setzte sich Kogawa auch für eine offizielle staatliche Entschuldigung und eine Entschädigung der Insassen sowie Hinterbliebenen der Opfer der kanadischen Internierungslager ein.
1986 wurde Kogawa zum Member of the Order of Canada ernannt.
1992 veröffentlichte Kogawa Itsuka, eine Fortsetzung von Obasan. Nachdem ihr Vater 1994 in einem Brief an die anglikanische Kirche mehrfachen sexuellen Missbrauch eingestanden hatte, arbeitete Kogawa dies in ihrem Roman The rain ascends (1995) in fiktionalisierter Form auf.
Auf Grundlage ihres Buches Naomi’s Road produzierte die Vancouver Opera 2005 die gleichnamige Kinderoper. 2006 wurde Kogawa in den Order of British Columbia aufgenommen. Im selben Jahr wurde ihr Geburtshaus in Vancouver vom Land Conservancy of British Columbia erworben und zu einer Autorenresidenz mit Writer-in-Residence-Programm ausgebaut.
Für „ihren Beitrag zum Verständnis und zur Wahrung der japanisch-kanadischen Geschichte“ verlieh ihr das Japanische Kabinett 2010 den Orden der Aufgehenden Sonne. 2012 bis 2013 war sie Writer-in-Residence an der University of Toronto.

## Werke
Lyrik
- The Splintered Moon. Fiddlehead Poetry Books, Fredericton 1967
- A Choice of Dreams. McClelland & Stewart, Toronto 1974
- Jericho Road. McClelland & Stewart, Toronto 1977
- Six Poems. League of Canadian Poets, Toronto 1980
- Woman in the Woods. Mosaic, Oakville 1985
- A Song of Lilith. Polestar, Vancouver 2000 (Illustr. Lilian Broca)
- A Garden of Anchors: Selected Poems. Mosaic, Oakville 2003

Romane
- Obasan. Lester & Orpen Dennys, Toronto 1981
  - Übers. Michael Mundhenk: Obasan. Reclam, 1993 ISBN 3-379-01477-X
- Itsuka. Penguin, Toronto 1992
  - Neufass.: Emily Kato. Penguin, 2005
- The Rain Ascends. Knopf, Toronto 1995
- Gently to Nagasaki: A Spiritual Pilgrimage. An Exploration Both Communal and Intensely Personal. (Autobiographie) Caitlin, Halfmoon Bay 2017

Kinderliteratur
- Naomi’s Road. Oxford University Press, 1986; wieder Fitzhenry & Whiteside, Toronto 2005
- Naomi’s Tree. Fitzhenry & Whiteside, Toronto 2009

## Ehrungen (Auswahl)
- 1982 Books in Canada First Novel Award für Obasan
- 1986 Member of the Order of Canada
- 1991 Ehrendoktorwürde der University of Lethbridge[6]
- 1992 Ehrendoktorwürde der University of Guelph
- 1993 Ehrendoktorwürde der Simon Fraser University
- 1994 Urban Alliance Race Relations Award
- 1995 Grace MacInnis Visiting Scholar Award
- 1999 Ehrendoktorwürde der University of Toronto
- 2001 Lifetime Achievement Award der Association of Asian American Studies
- 2001 Ehrendoktorwürde der University of British Columbia
- 2001 The NAJC National Award der National Association of Japanese Canadians
- 2006 Member of the Order of British Columbia
- 2010 Orden der Aufgehenden Sonne
- 2020 Lieutenant Governor’s Award for Literary Excellence